# Amriswil
Amriswil, in der Ostschweizer Ortsmundart älter Ammerschwiil [ˈɑmːərˌʃʋiːl], ist eine politische Gemeinde und eine Stadt im Schweizer Kanton Thurgau. Die seit 1979 bestehende Gemeinde gehört zum Bezirk Arbon und umfasst die ehemalige Munizipalgemeinde Amriswil mit deren ehemaligen Ortsgemeinden Amriswil, Biessenhofen, Oberaach und Räuchlisberg sowie seit 1997 Schocherswil.

## Geographie

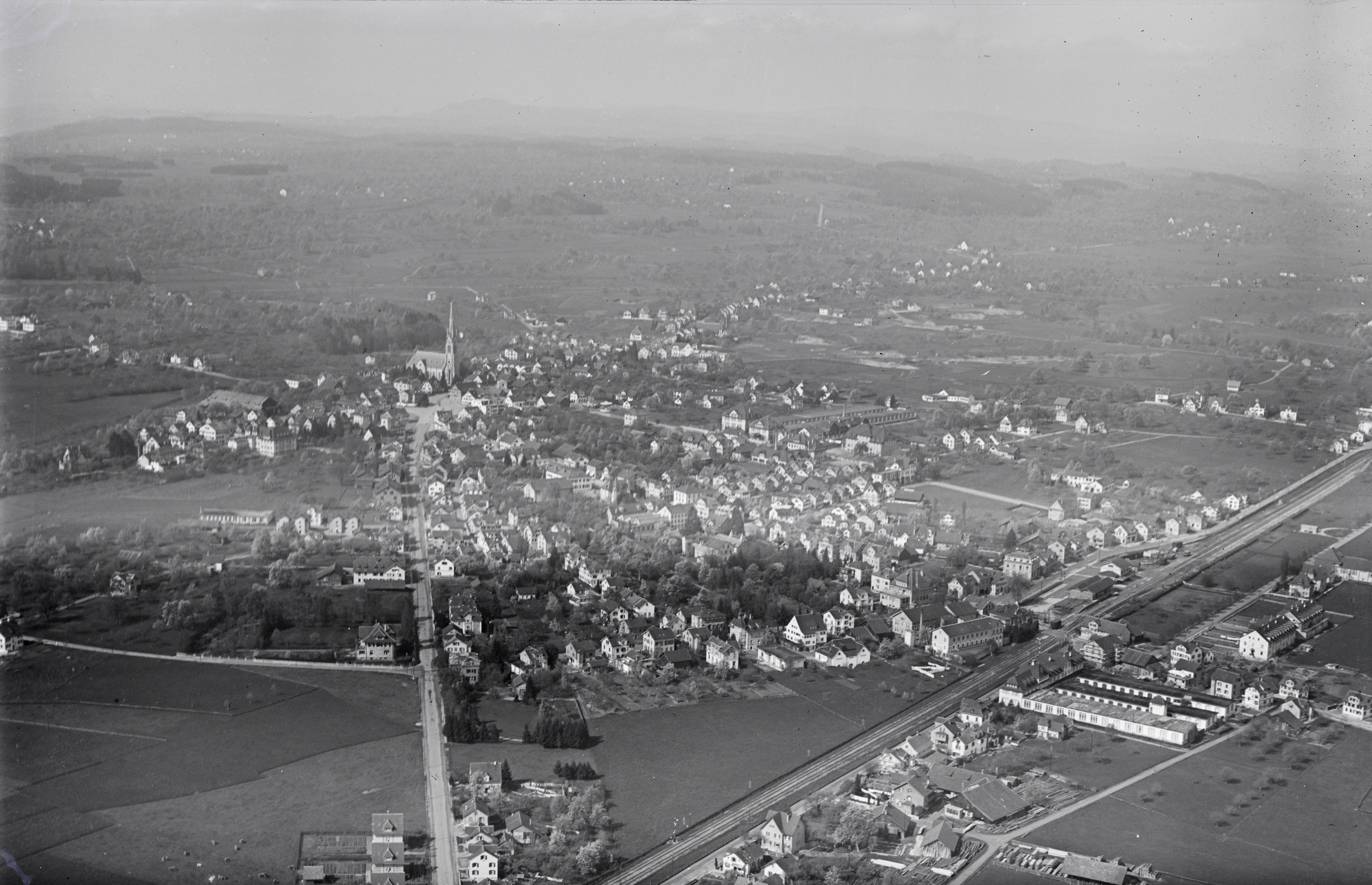
Luftbild von Walter Mittelholzer aus dem Jahr 1923

Das verstädterte Industriedorf liegt im Oberthurgau an der Kreuzung der Strassen Winterthur – Arbon und Konstanz – St. Gallen und wird von der Bahnstrecke Winterthur – Romanshorn erschlossen. Die Gemeinde besteht aus den Ortschaften Amriswil (9769 Einwohner, Stand 2000), Oberaach/Biessenhofen (853 Einwohner), Hagenwil/Räuchlisberg (242 Einwohner), Schocherswil (336 Einwohner) und Schrofen (387 Einwohner).

## Name
799 wird Amriswil erstmals als Amalgeriswilare erwähnt. Es handelt sich dabei um eine Zusammensetzung des althochdeutschen männlichen Personennamens Amalgēr und des althochdeutschen Appellativs wīlāri «kleines Dorf, Weiler, Gehöft». Der Ortsname bedeutet damit «beim Gehöft des Amalger».

## Geschichte
Vermutlich existierte bereits zu römischen Zeiten eine Römerstrasse, die von Vitudurum (Oberwinterthur) durch das heutige Gebiet von Amriswil nach Arbor Felix (Arbon) verlief. Im Mittelalter war Amriswil zusammen mit Brüschwil bischöflich-konstanzisches Lehen, während die von Helmsdorf auf Eppishausen vom 15. Jahrhundert an die Gerichtsherrschaft innehatten. Im frühen 17. Jahrhundert gelangte Amriswil an den Glarner Adam Tschudi, und 1665 wurde die Herrschaft dem Spital St. Gallen verkauft. Das Gericht, bestehend aus Amriswil, Hölzli und Brüschwil sowie Häusern in Rüti und Giezenhaus, wurde nun der stadtsanktgallischen Herrschaft Bürglen einverleibt, deren Schicksal es bis 1798 teilte.

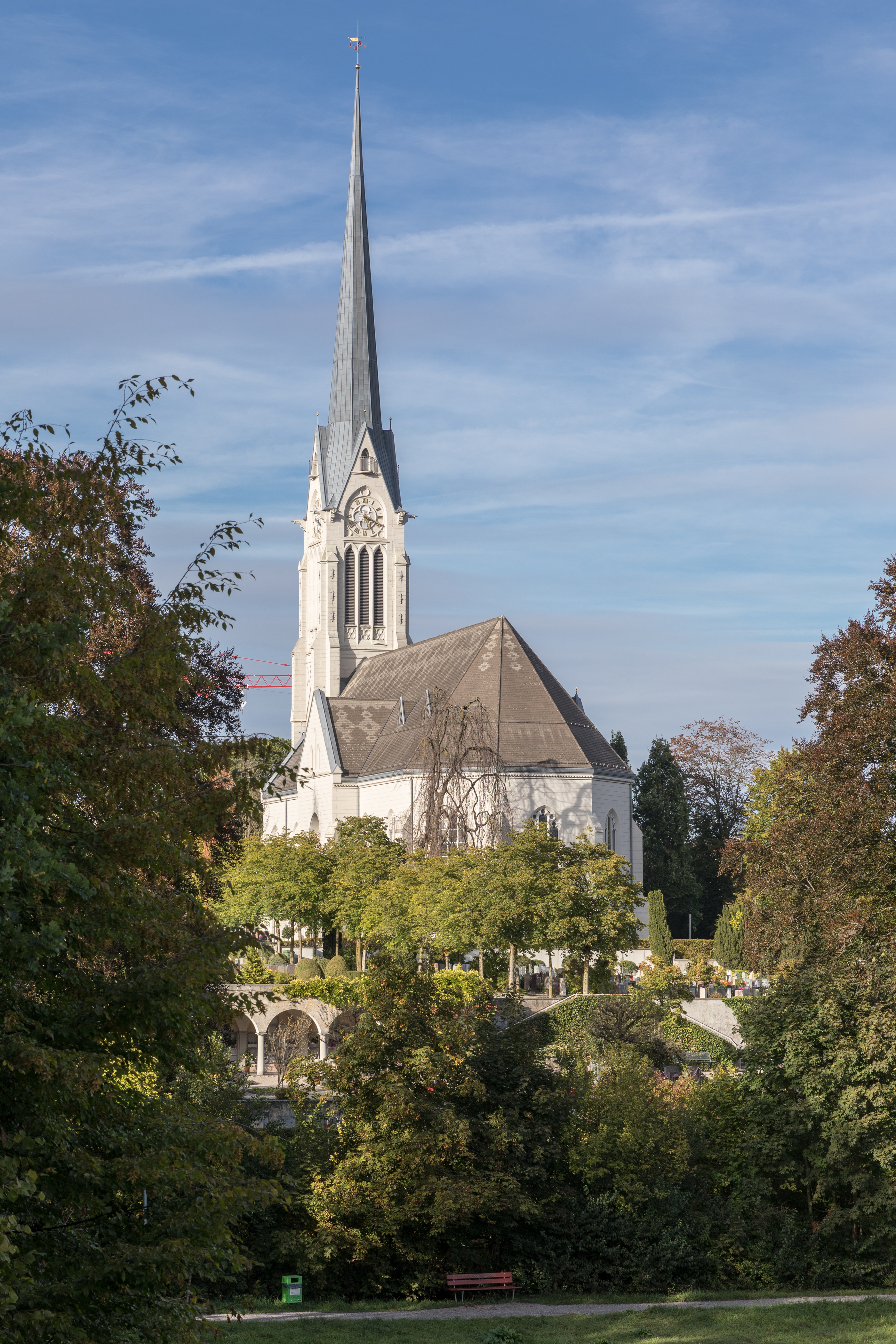
Evangelische Kirche aus dem Jahr 1891

Mitte des 14. Jahrhunderts entstand eine Marienkapelle, die zur Pfarrei Sommeri gehörte. Während man in Sommeri nach der Reformation (1529) mehrheitlich zum alten Glauben zurückkehrte, blieben die Einwohner von Amriswil dem evangelischen Bekenntnis treu, weshalb die Kapelle den Reformierten zugesprochen wurde. Ab 1630 wurden dort Wochenpredigten, ab 1680 regelmässige Sonntagsgottesdienste abgehalten, und seit 1710 wohnt der evangelische Pfarrer in Amriswil. Sommeri und Amriswil blieben in einer gemeinsamen Pfarrei verbunden, doch veränderte die Zuwanderung im 19. Jahrhundert die konfessionellen Verhältnisse. 1891 erfolgte der Bau einer grossen evangelischen Kirche in Amriswil, 1911 die Trennung der Katholiken Amriswils von Sommeri und die Gründung einer selbstständigen Pfarrei sowie 1939 die Einweihung der katholischen Kirche St. Stephan.
Bis um 1830 war Amriswil ein unscheinbares Bauerndorf mit Acker- und Rebbau. Die Einführung eines Viehmarkts im Jahr 1833 und eines Monatsmarktes 1840, die Gründung einer Käserei in Sommeri im Jahr 1852, das Aufkommen der Kattunweberei und die Eröffnung einer Wirkerei durch den deutschen Flüchtling Joseph Sallmann im Jahr 1849 standen am Anfang eines Strukturwandels, der sich nach der Eröffnung der Nordostbahn (1855) intensivierte. Zwischen dem Marktplatz und dem Bahnhof entstand ein neues Siedlungsgebiet, und das Zentrum verschob sich von den bisherigen Siedlungskernen um den Marktplatz und die Strassenkreuzung in Köpplishaus nach Nordosten. Die rasche Industrialisierung kann jedoch weder mit der Verkehrslage noch mit den bescheidenen Wasserkräften befriedigend erklärt werden. Vielmehr scheinen initiative Unternehmer wichtige Impulse gegeben zu haben. So wurde Amriswil mit den Firmen Sallmann, Laib und Tuchschmid zu einem Zentrum der Trikoterie, und die Bekleidungs- und Schuhindustrie fand mit den Firmen Esco und Löw ebenfalls bedeutende Vertreter. Das Wachstum führte zu strukturellen Problemen insbesondere bei der Wasserversorgung, die erst 1952 mit dem Bezug von Wasser aus dem Bodensee endgültig gelöst werden konnten. Mit der Zuwanderung, vor allem aus Italien, stieg der Anteil ausländischer Einwohner zwischen 1870 und 1910 von 7 % auf 29 %.
Im Baugewerbe und im Dienstleistungssektor ― Handelsfirmen, Gastgewerbe, Banken, Behindertenwerkstätte (1909), das kantonale Kindergärtnerinnenseminar (1975) ― entstanden neue Arbeitsplätze. Die wirtschaftliche Abhängigkeit von der Trikoterie blieb jedoch bis um 1980 bestehen, als diverse Betriebe ihre Produktion einstellen mussten. Mittlerweile ist die Wirtschaftsstruktur ausgeglichener: 1990 gab es neben 90 landwirtschaftlichen Haupterwerbsbetrieben ca. 3300 Arbeitsplätze im zweiten und dritten Wirtschaftssektor, wovon 47 % zum Dienstleistungsbereich zählten. Überregionale Beachtung fanden im 20. Jahrhundert die Erfolge der lokalen Turn- und Sportvereine, z. B. von Volley Amriswil, sowie die kulturellen Aktivitäten der vom Schriftsteller Dino Larese 1937 gegründeten «Akademie Amriswil».
Im 20. Jahrhundert fanden mehrere Gemeindefusionen statt, an denen Amriswil beteiligt war. Der Ortsgemeinde Amriswil schlossen sich 1925 die Einheitsgemeinde Hemmerswil und 1932 die Ortsgemeinde Mühlebach bei Amriswil an. 1979 vereinigten sich die Ortsgemeinden Amriswil, Biessenhofen, Oberaach und Räuchlisberg zur Einheitsgemeinde Amriswil. 1997 fusionierte die von der früheren Munizipalgemeinde Zihlschlacht abgetrennte Ortsgemeinde Schocherswil mit der Einheitsgemeinde Amriswil. Seit dem 1. Januar 2005 gilt Amriswil statistisch als Stadt.
→ siehe auch Abschnitte Geschichte in den Artikeln Almensberg,
Biessenhofen, Hagenwil bei Amriswil, Hemmerswil, Mühlebach bei Amriswil, Niederaach, Oberaach, Räuchlisberg und Schocherswil

## Wappen
Blasonierung: In Weiss ein grüner Baum mit roten Äpfeln.
1979 wurde das schon länger bestehende Wappen von der neu gebildeten Einheitsgemeinde Amriswil übernommen.

## Bevölkerung
| Die zur Anzeige dieser Grafik verwendete Erweiterung wurde dauerhaft deaktiviert. Wir arbeiten aktuell daran, diese und weitere betroffene Grafiken auf ein neues Format umzustellen. (Mehr dazu) |

| Jahr      | 1831 | 1850 | 1880 | 1910 | 1941 | 1970 |
| Einwohner | 233  | 492  | 1533 | 3322 | 5377 | 7601 |

| Jahr      | 1970  | 1980  | 1990   | 2000   | 2010   | 2020   | 2023   |
| Einwohner | 9’190 | 9’013 | 10’426 | 11’357 | 12’134 | 14'211 | 14'546 |

Von den 14'546 Einwohnern der Gemeinde Amriswil am 31. Dezember 2023 waren 4’888 bzw. 33,6 % ausländische Staatsbürger. 3’972 (27,3 %) waren römisch-katholisch und 3’299 (22,7 %) evangelisch-reformiert. Die Ortschaft Amriswil zählte zu diesem Zeitpunkt 12'837 Einwohner.

## Politik
Bei den Nationalratswahlen 2023 betrugen die Wähleranteile in Amriswil: SVP 42,0 %, FDP 14,8 %, Mitte 11,6 %, SP 9,6 %, Grüne 7,7 %, glp 4,4 %, EDU 3,0 %, EVP 2,9 %, übrige 4,0 %.

## Wirtschaft

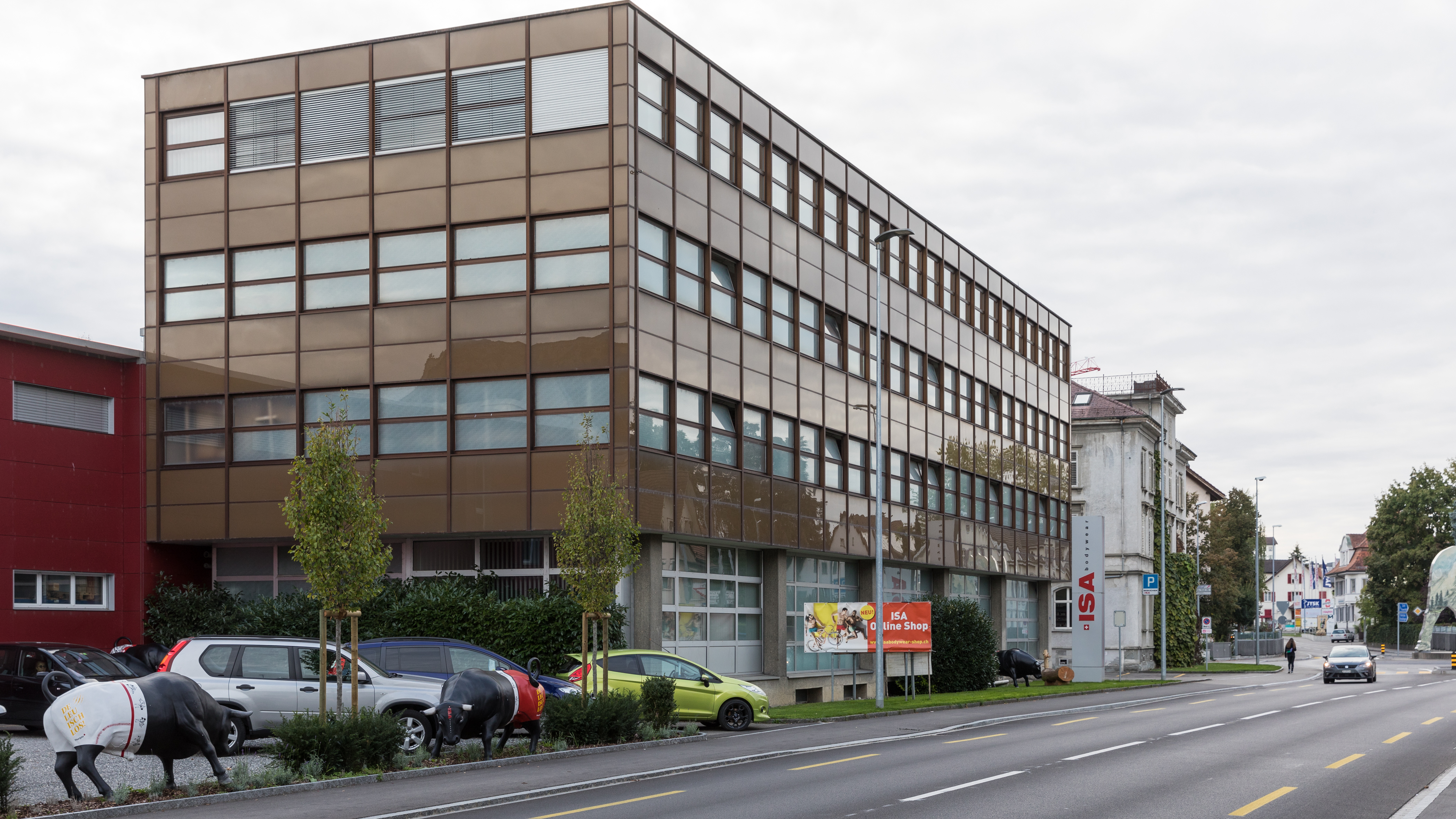
ISA Bodywear

Im Jahr 2016 bot Amriswil 4661 Personen Arbeit (umgerechnet auf Vollzeitstellen). Davon waren 3,4 % in der Land- und Forstwirtschaft, 35,5 % in Industrie, Gewerbe und Bau sowie 61,2 % im Dienstleistungssektor tätig.

## Sehenswürdigkeiten
Mitten in Amriswil befindet sich die reformierte grosse Kirche in neugotischem Stil, deren 75 m hoher Kirchturm der höchste im Kanton Thurgau ist. Die katholische Kirche St. Stefan von 1939 ist eine der ersten modernen Kirchenbauten des Kantons Thurgau.
Das Gemeindehaus mit dem Dorfplatz bildet eine Einheit.
Die «Festhütte», eine grosse Festhalle aus dem Jahr 1907, wurde 2006 abgebrochen und durch den im Herbst 2007 fertiggestellten fünfeckigen Neubau «Pentorama» ersetzt, der durch seine auffallende Architektur das neue Wahrzeichen der Stadt wurde; im Frühjahr 2009 wurde er auf einer Briefmarke der Schweizer Post dargestellt.
Im Dorf Hagenwil liegt das Wasserschloss Schloss Hagenwil, in dem ein Restaurant untergebracht ist und Kunstausstellungen stattfinden. Hagenwil ist im Inventar der schützenswerten Ortsbilder der Schweiz aufgeführt.
1989 wurde in einem Teil der Textilfabrik Sallmann das Museum der Stadt Amriswil eröffnet. Es zeigt in über 4000 Exponaten und zahlreichen Broschüren die Geschichte des über 1200 Jahre alten Ortes. Das Museum ist dort, wo Joseph Sallmann im Jahr 1850 die erste Tricotfabrik der Schweiz gegründet hatte.
Das Bohlenständerhaus im Schrofen stammt aus dem Jahr 1538. Die typische Bauform im mittleren und östlichen Thurgau bis Ende des 16. Jahrhunderts ist nur noch in wenigen Ständerbauten erhalten und einzig hier als Wohnmuseum öffentlich zugänglich.
2002 wurde das nationale Schulmuseum Amriswil eröffnet.
Etwa zwei Kilometer südwestlich von Amriswil wurde 2012 ein Aussichtsturm errichtet, der wegen der Finanzierung durch den damals hundertjährigen Amriswiler Gewerbeverein (und zahlreiche Sponsoren) Gewerbeturm heisst.

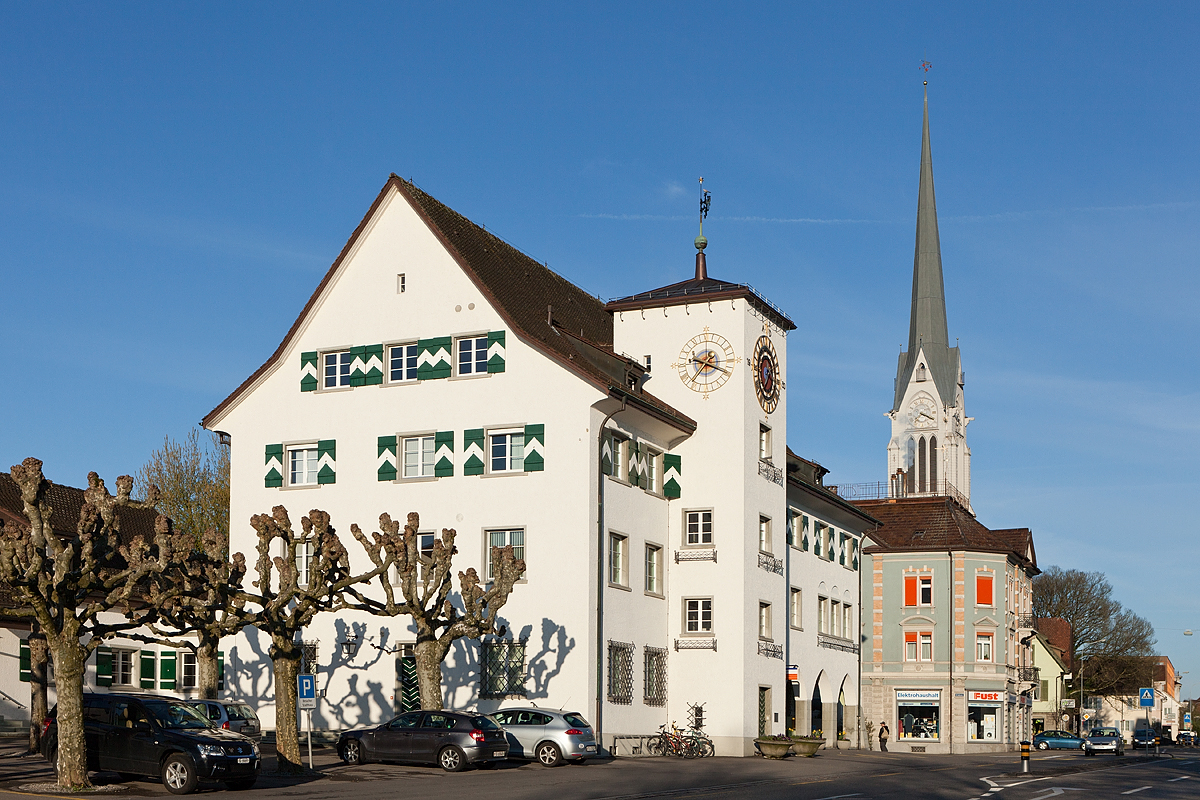
Gemeindehaus (Stadtverwaltung)
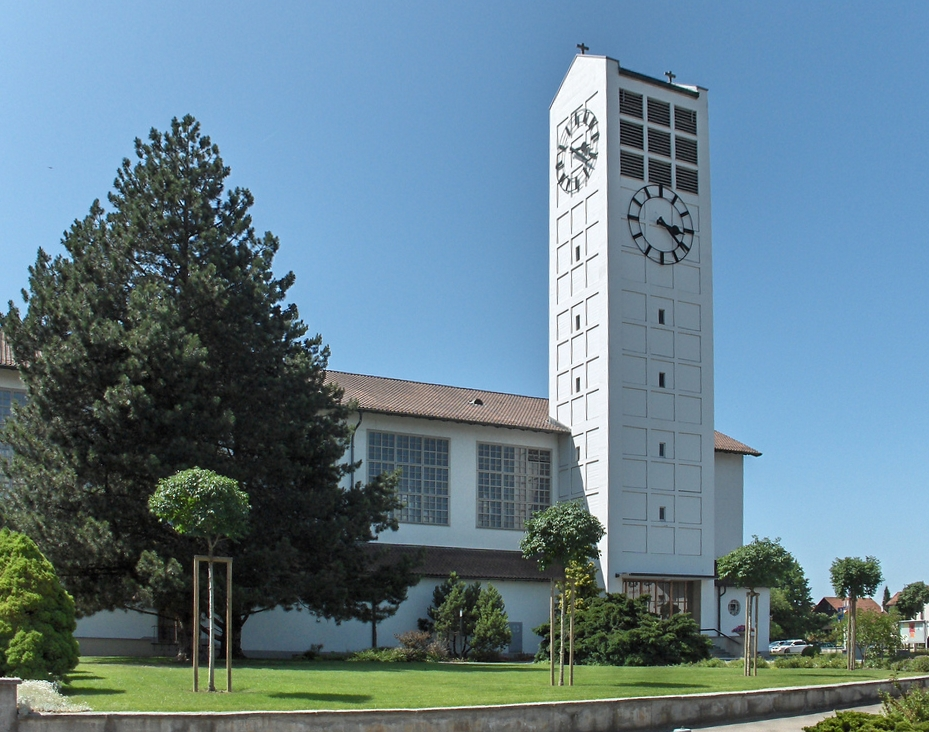
Katholische Kirche St. Stefan
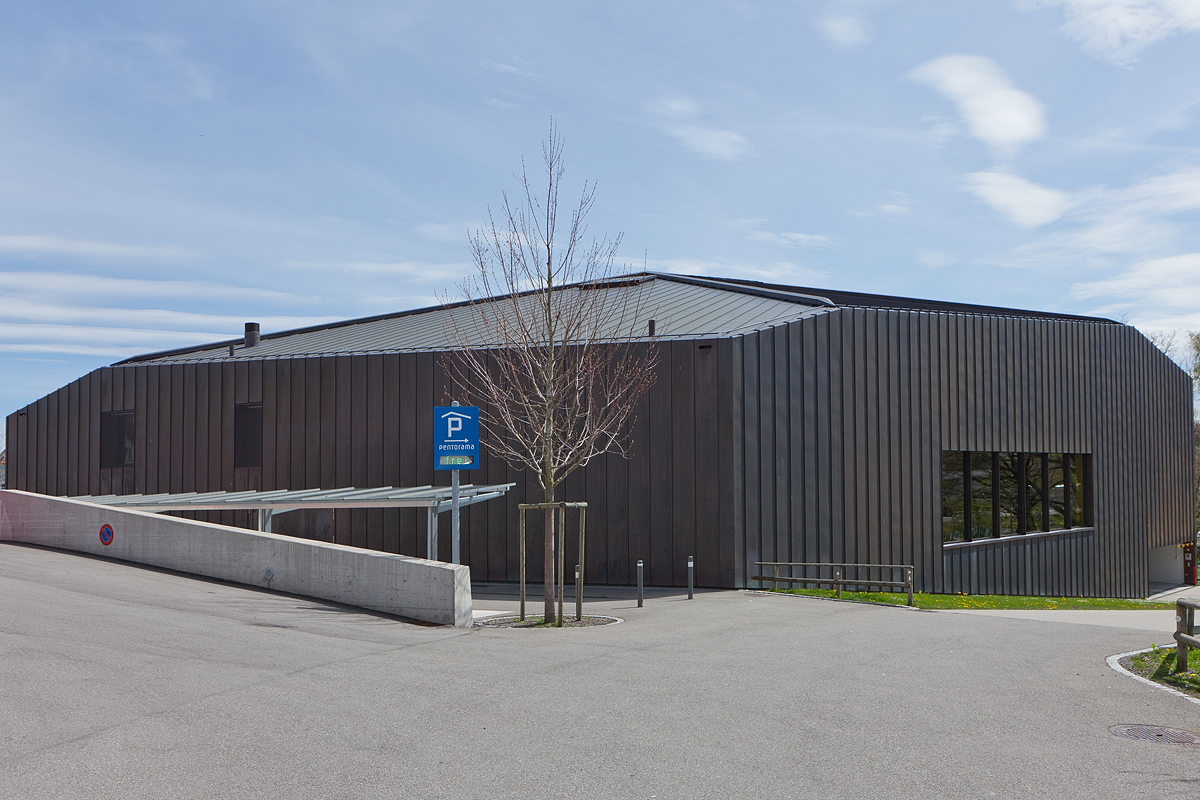
Pentorama
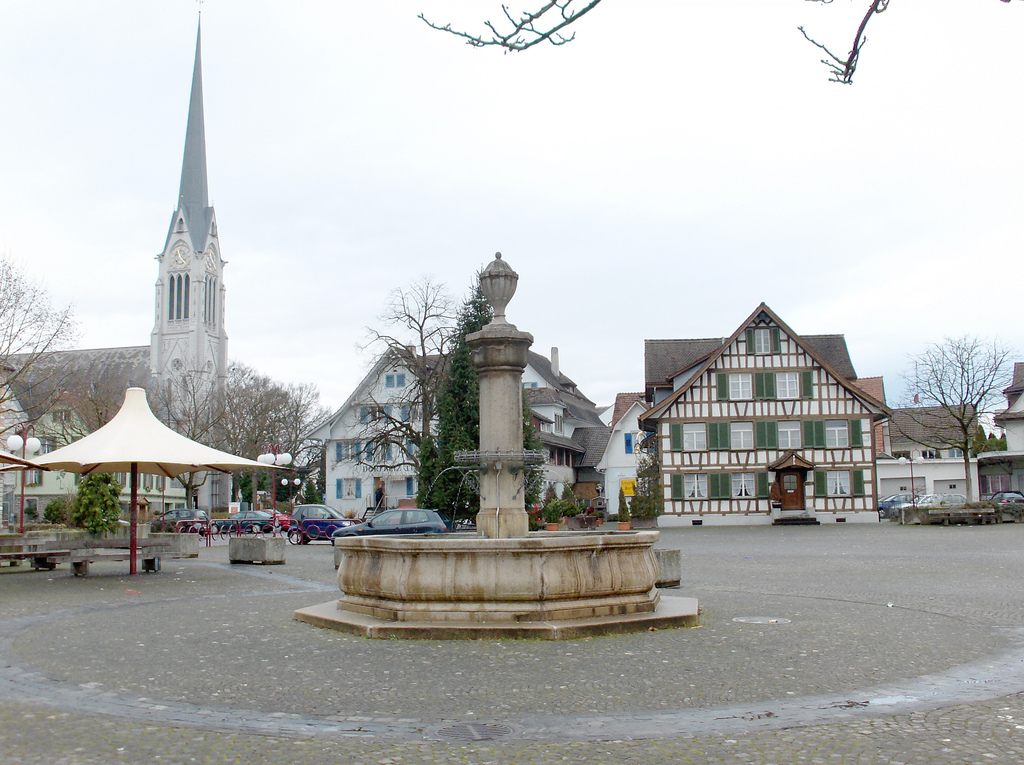
Marktplatz / Dorfplatz
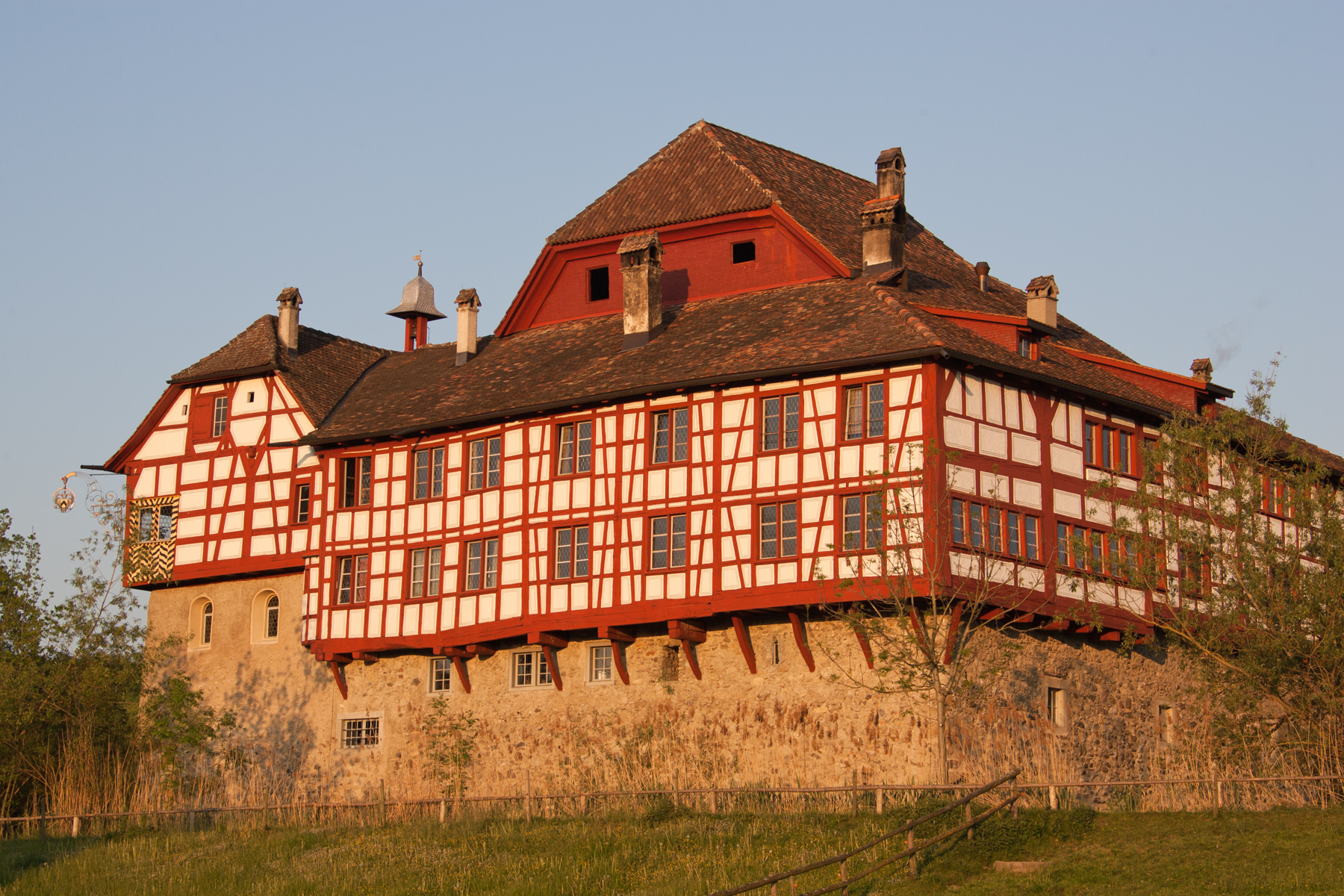
Wasserschloss Hagenwil
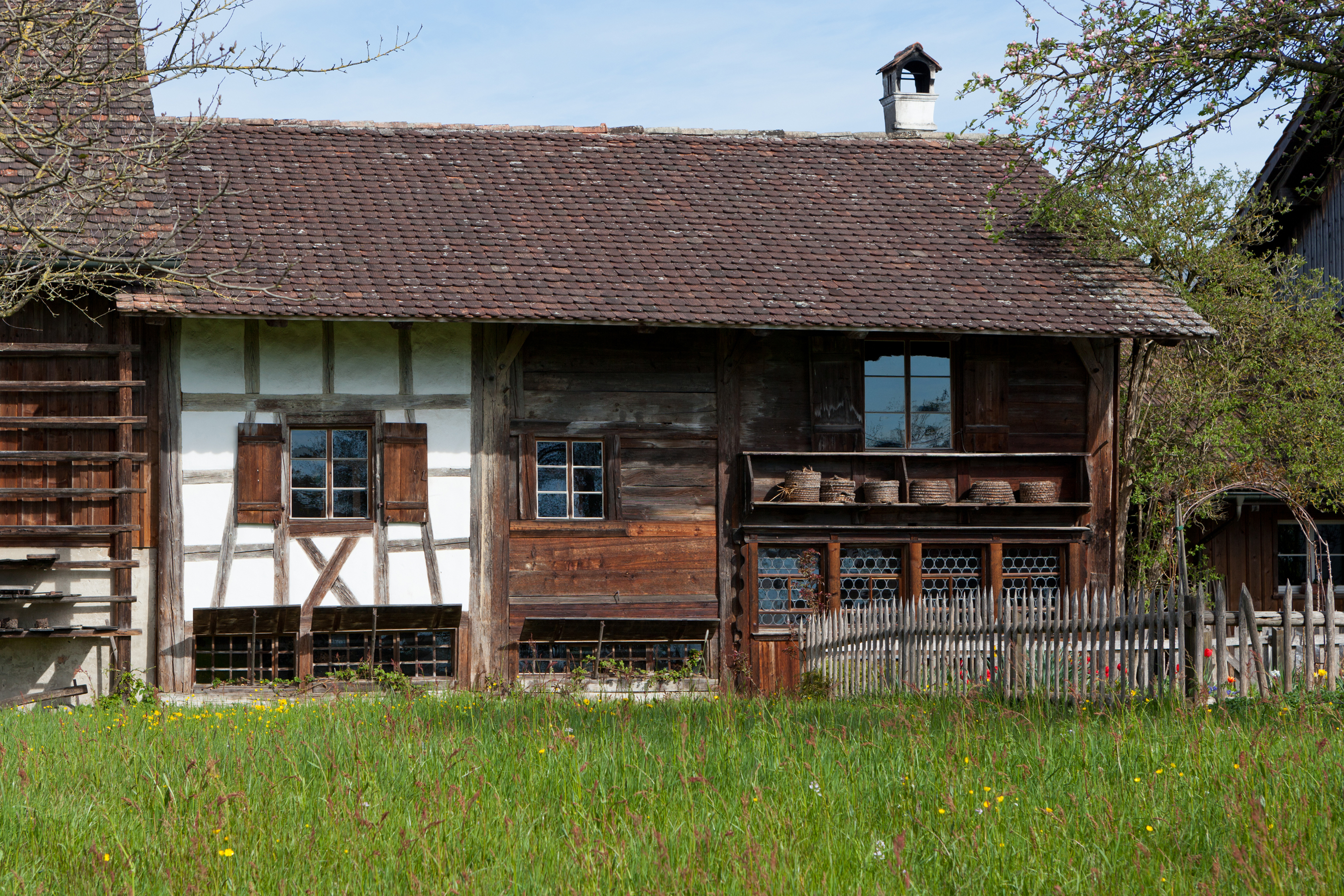
Bohlenständerhaus in Schrofen
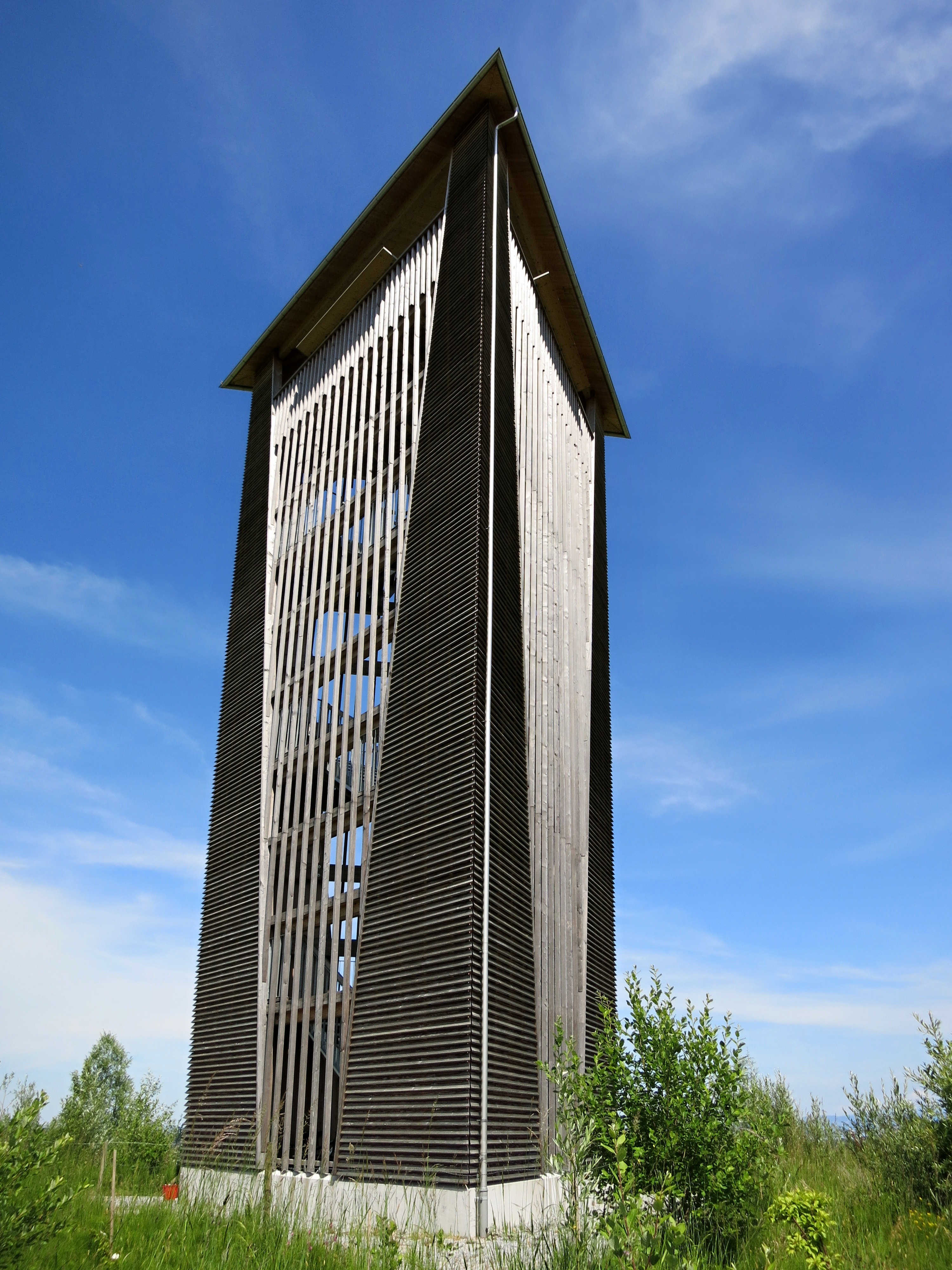
Gewerbeturm
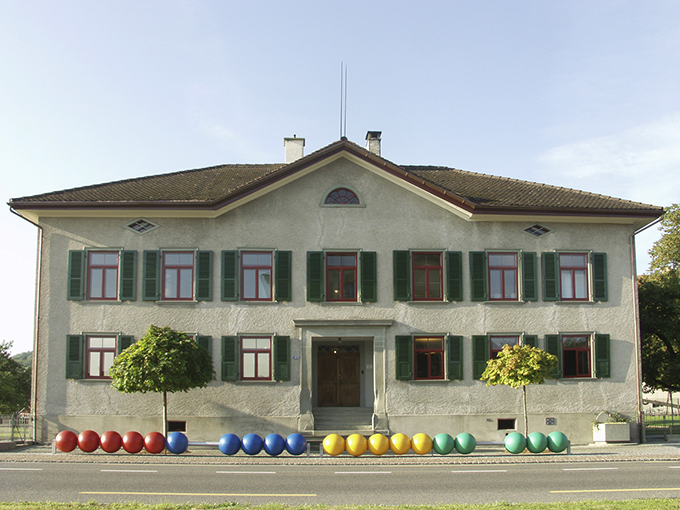
Schulmuseum

## Städtepartnerschaft
Seit 1999 ist Amriswil durch eine Städtepartnerschaft mit der deutschen Stadt Radolfzell am Bodensee verbunden. Damit wurde eine langjährige Verbundenheit der beiden Gemeinden besiegelt: Nach dem Zweiten Weltkrieg konnten Radolfzeller Kinder Amriswiler Familien besuchen, und aus Amriswil wurden Lebensmittel, Medikamente und andere Hilfsgüter nach Radolfzell geschickt.

## Verkehr

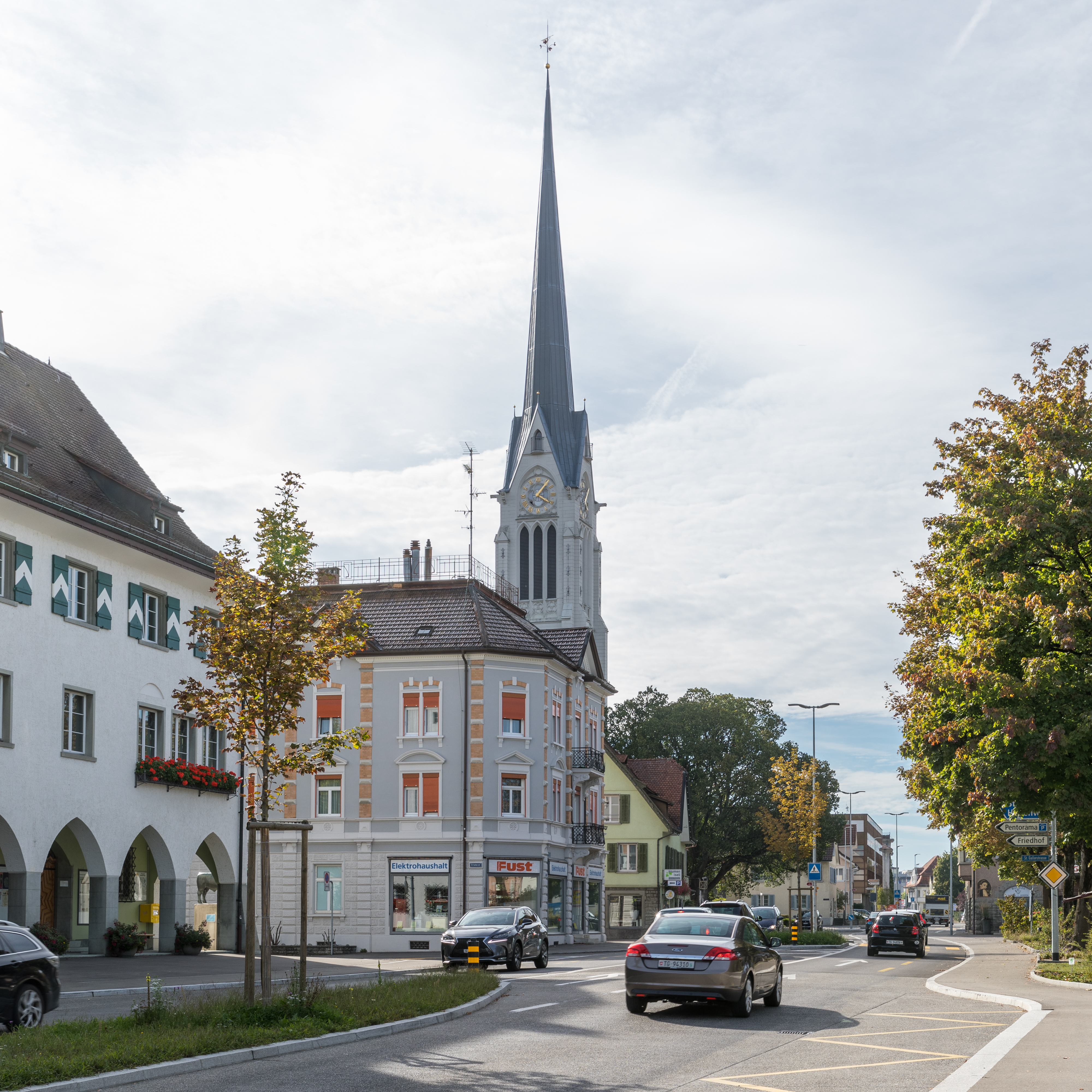
Weinfelderstrasse
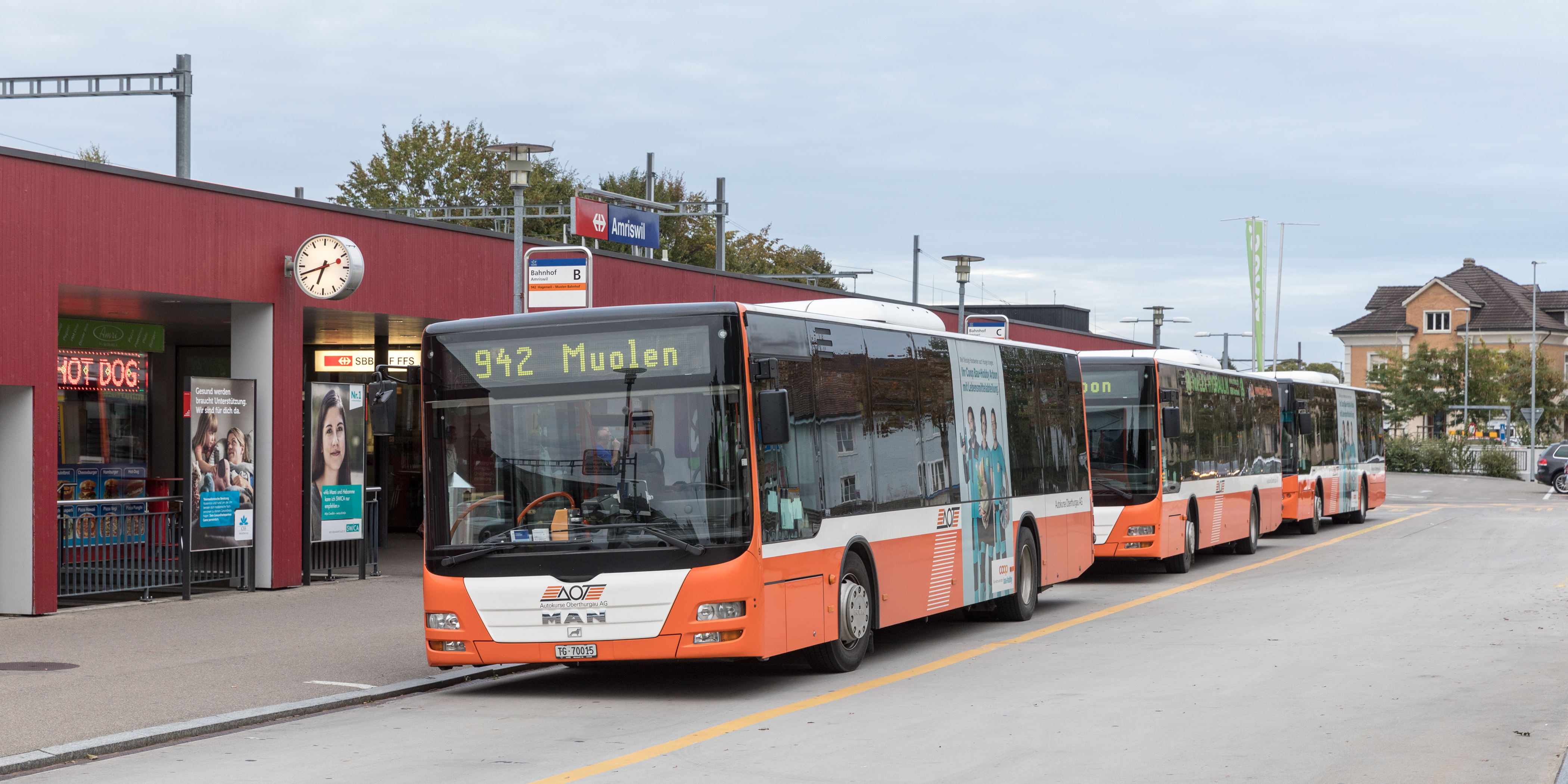
Bahnhofsgebäude und AOT Busse (2018)
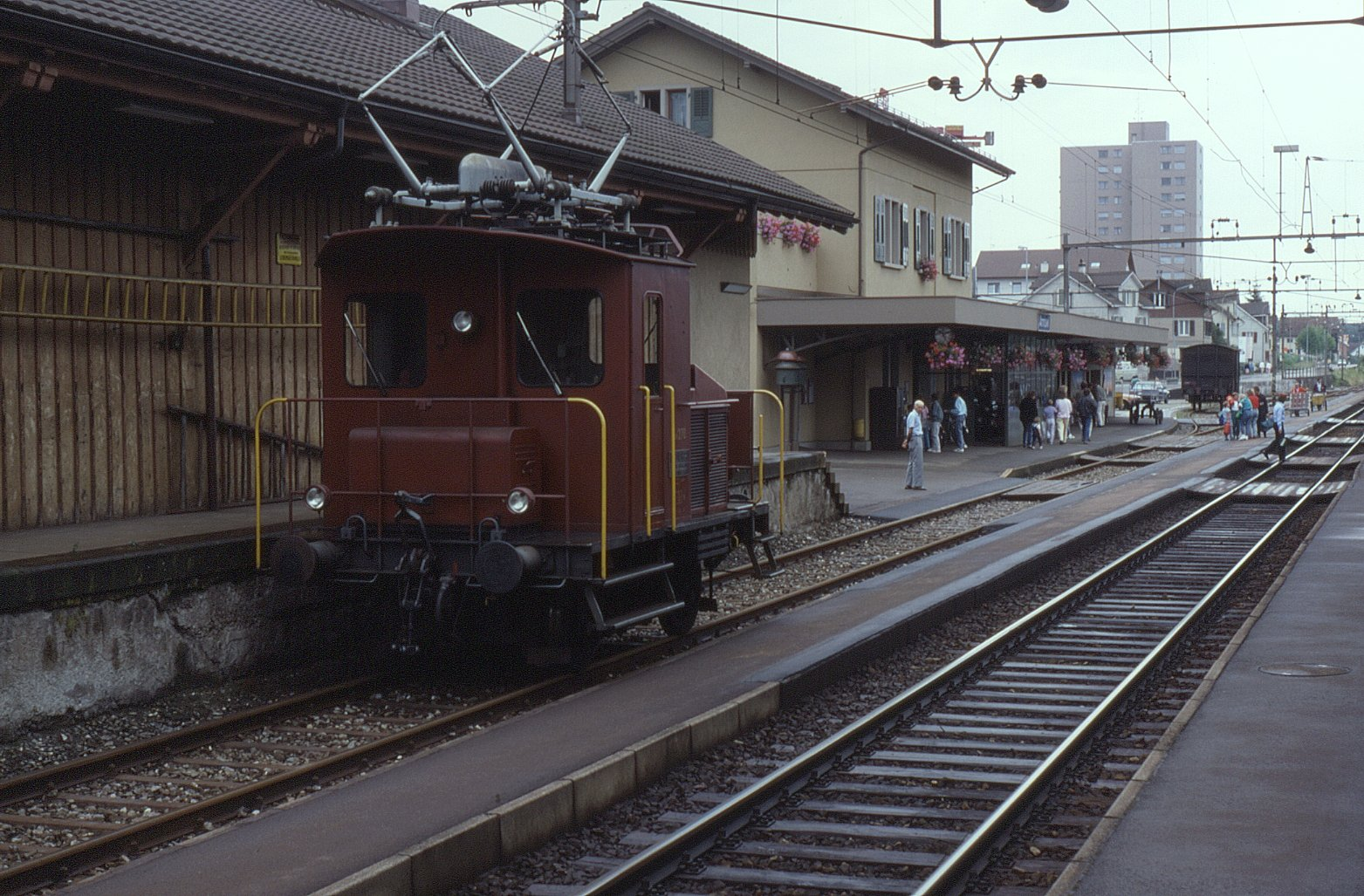
Bahnhof im Jahr 1988
Bahnhofsgebäude, Strassenseite (1964)

### Strasse
Amriswil ist ein Verkehrsknotenpunkt für den regionalen Strassenverkehr, wo sich die Hauptstrasse 14  von Romanshorn nach Frauenfeld mit den Landstrassen Kreuzlingen – St. Gallen sowie den Strassen nach Arbon und Bischofszell kreuzt.

### Schiene
Amriswil verfügt über einen Bahnhof im Norden des Stadtzentrums. Das «Weltdorf» ist Haltepunkt der Intercity-Züge der Strecke Romanshorn-Zürich. Es gibt eine weitere Station auf Gemeindegebiet bei Oberaach.

### Bus
Amriswil ist ein Busknotenpunkt im Oberthurgau.
Bus Oberthurgau betreibt Buslinien nach Arbon, Romanshorn, Bischofszell und nach Muolen. Es gibt eine Postautoverbindung zum Spital in Münsterlingen und eine via Dozwil nach Obersommeri.
Zum Fahrplanwechsel im Dezember 2021 erhielt Amriswil versuchsweise einen Orts- bzw. Stadtbus, Der Versuch sollte auf zwei Jahre beschränkt sein.

## Persönlichkeiten
- Hans Brühlmann (1878–1911), Maler
- Fritz Enderlin (1883–1971), Lehrer, Dialektologe, Mundart-Schriftsteller und Kirchenlied-Dichter
- Hans Müller (1900–1965), schweizerisch-amerikanischer Physiker und Hochschullehrer
- Marianne Straub (1909–1994), Textildesignerin
- Dino Larese (1914–2001), Dichter
- Gottfried Weilenmann (1920–2018), Radsportler
- Peter Kummer (1945–2017), Politiker, Stadtammann und Ehrenbürger
- Marco Krattiger (* 1994), Volleyball- und Beachvolleyballspieler
- Andri Oberholzer (* 1996), Leichtathlet, Zehnkämpfer

## Bilder

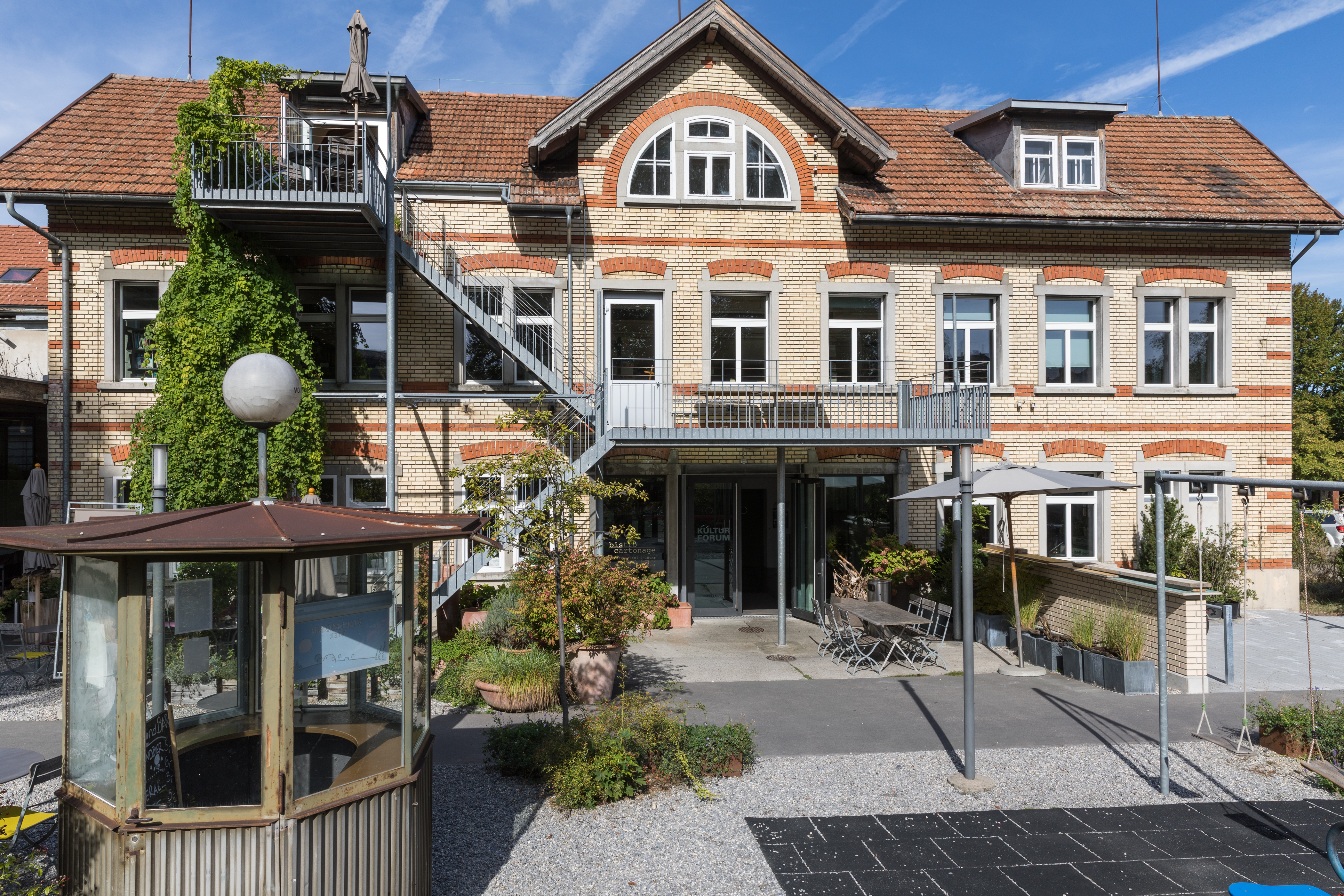
Kulturforum
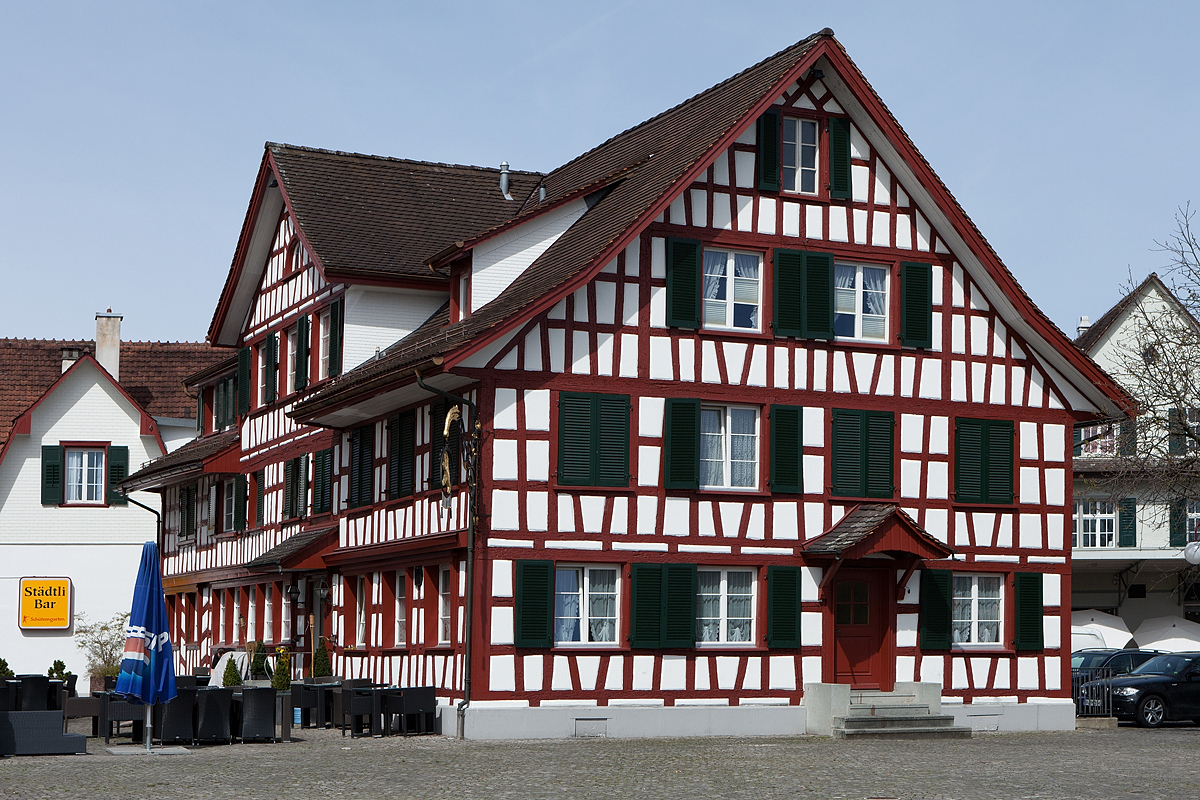
Gasthof Bären
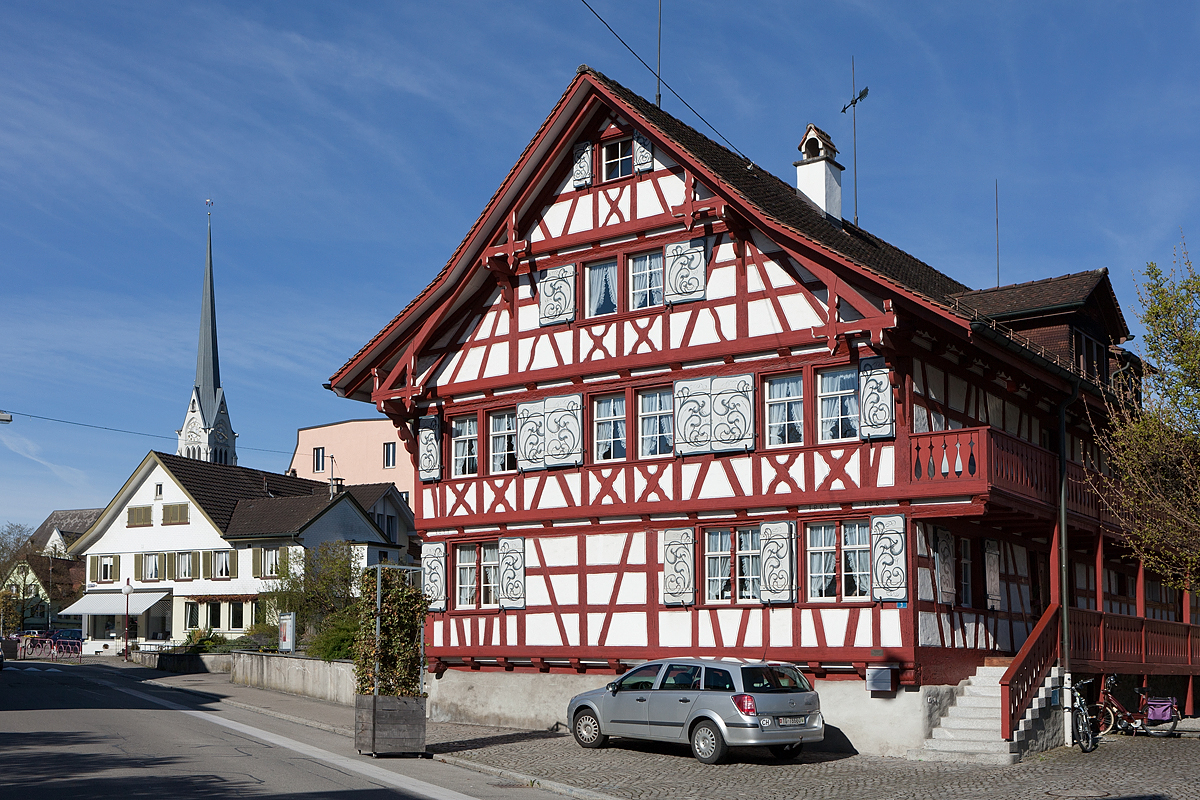
Reformiertes Pfarrhaus
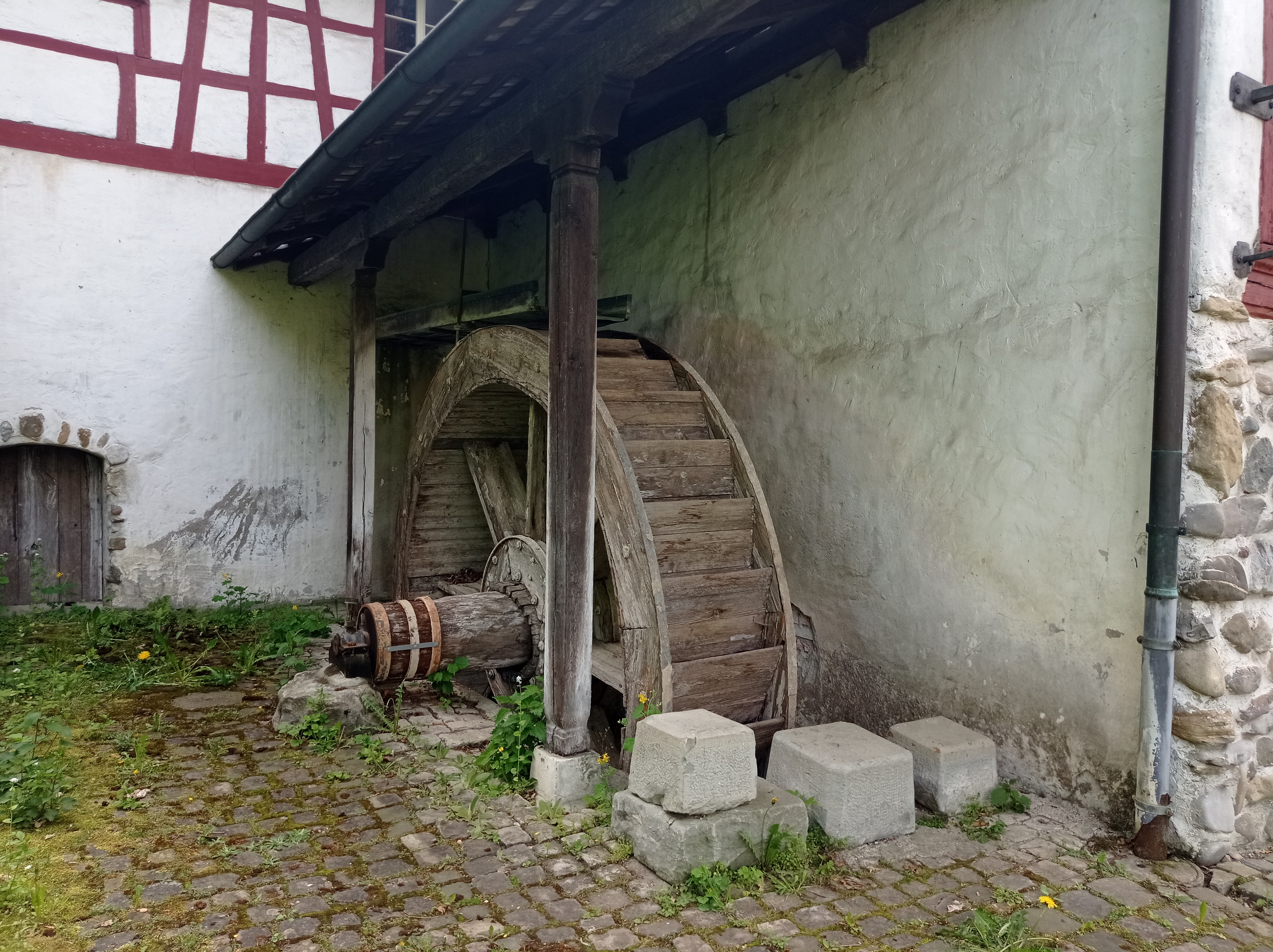
Wasserrad der Hellmühle
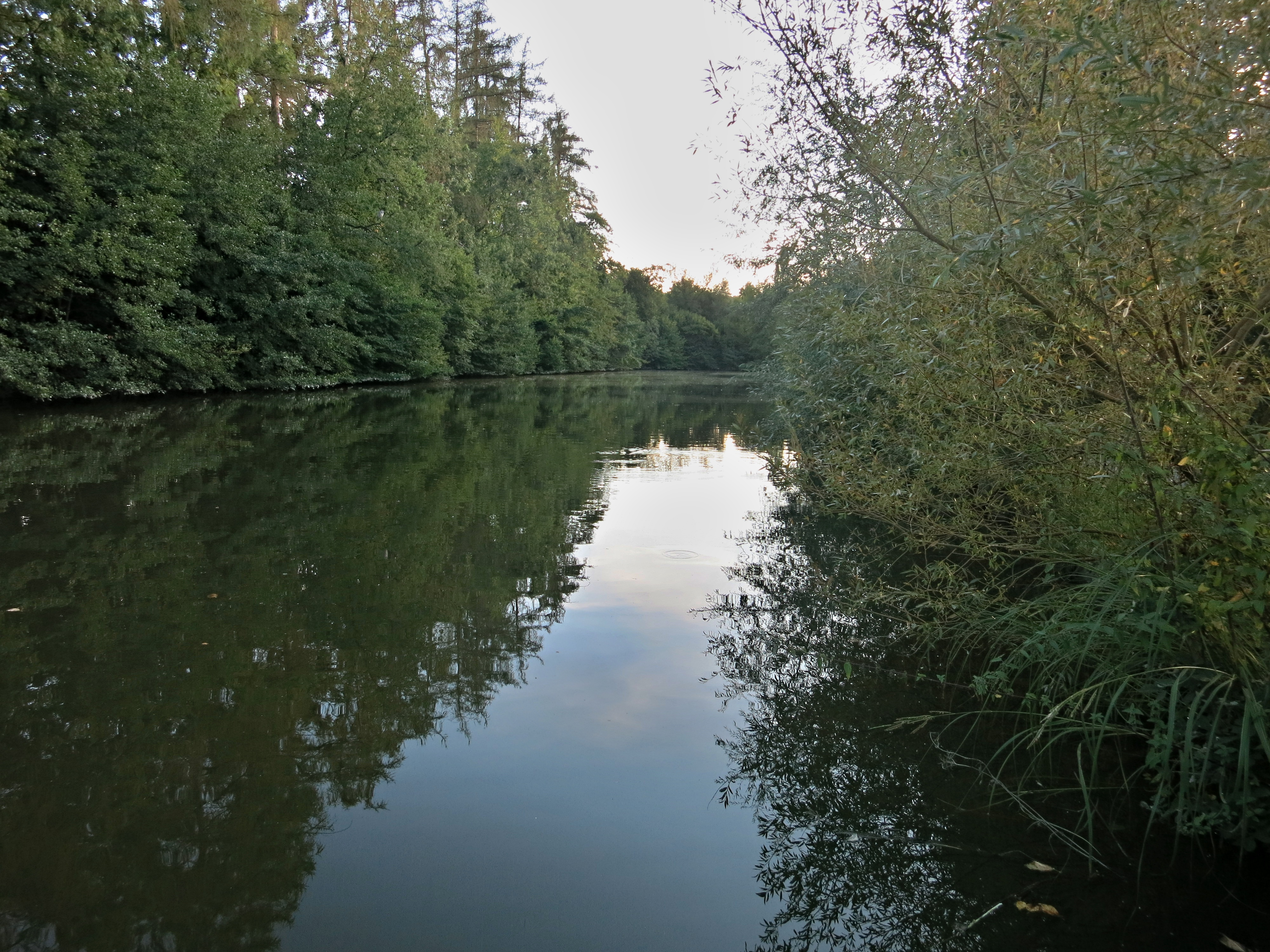
Hellmüliweier
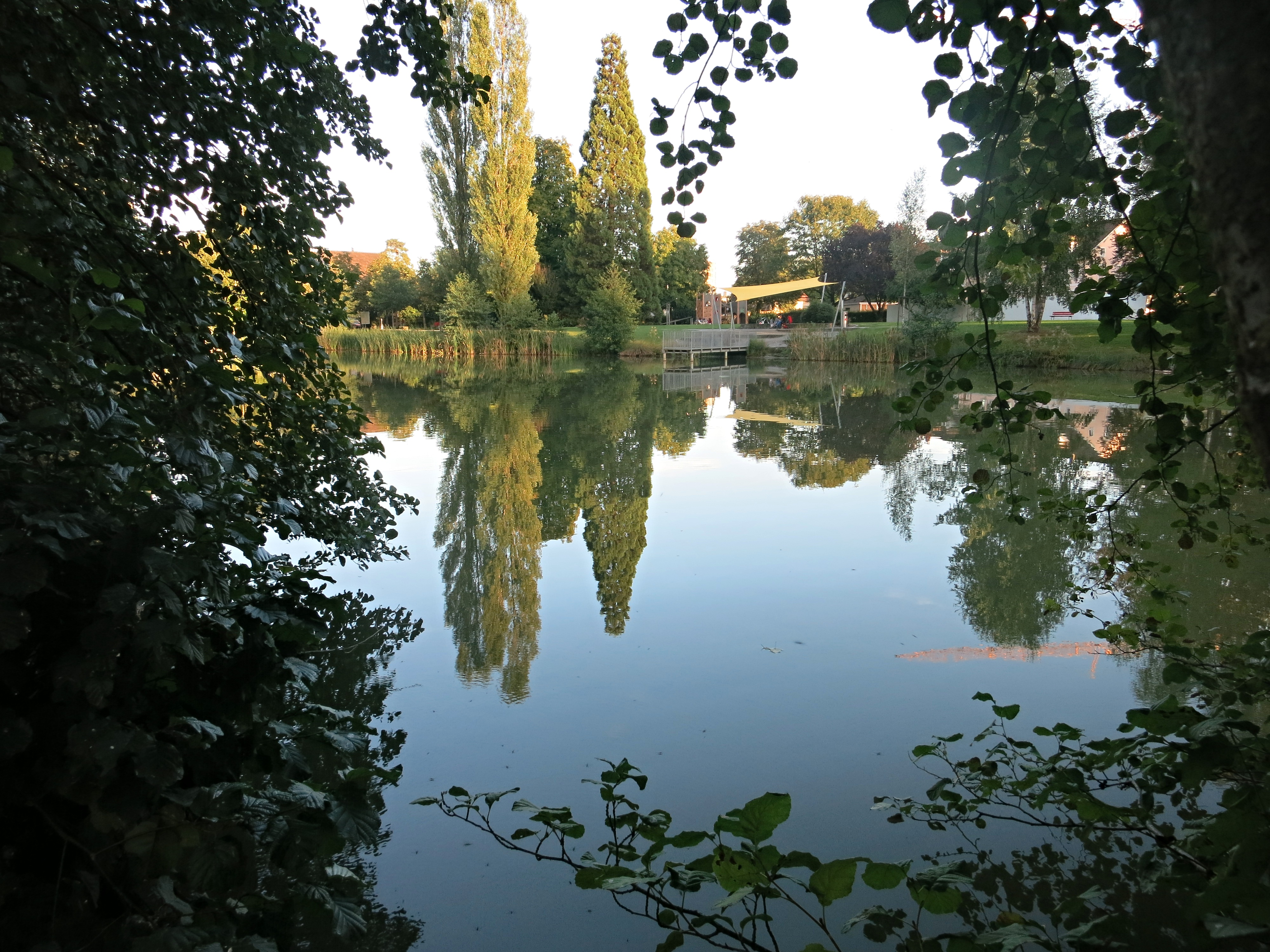
Ziegelweiher
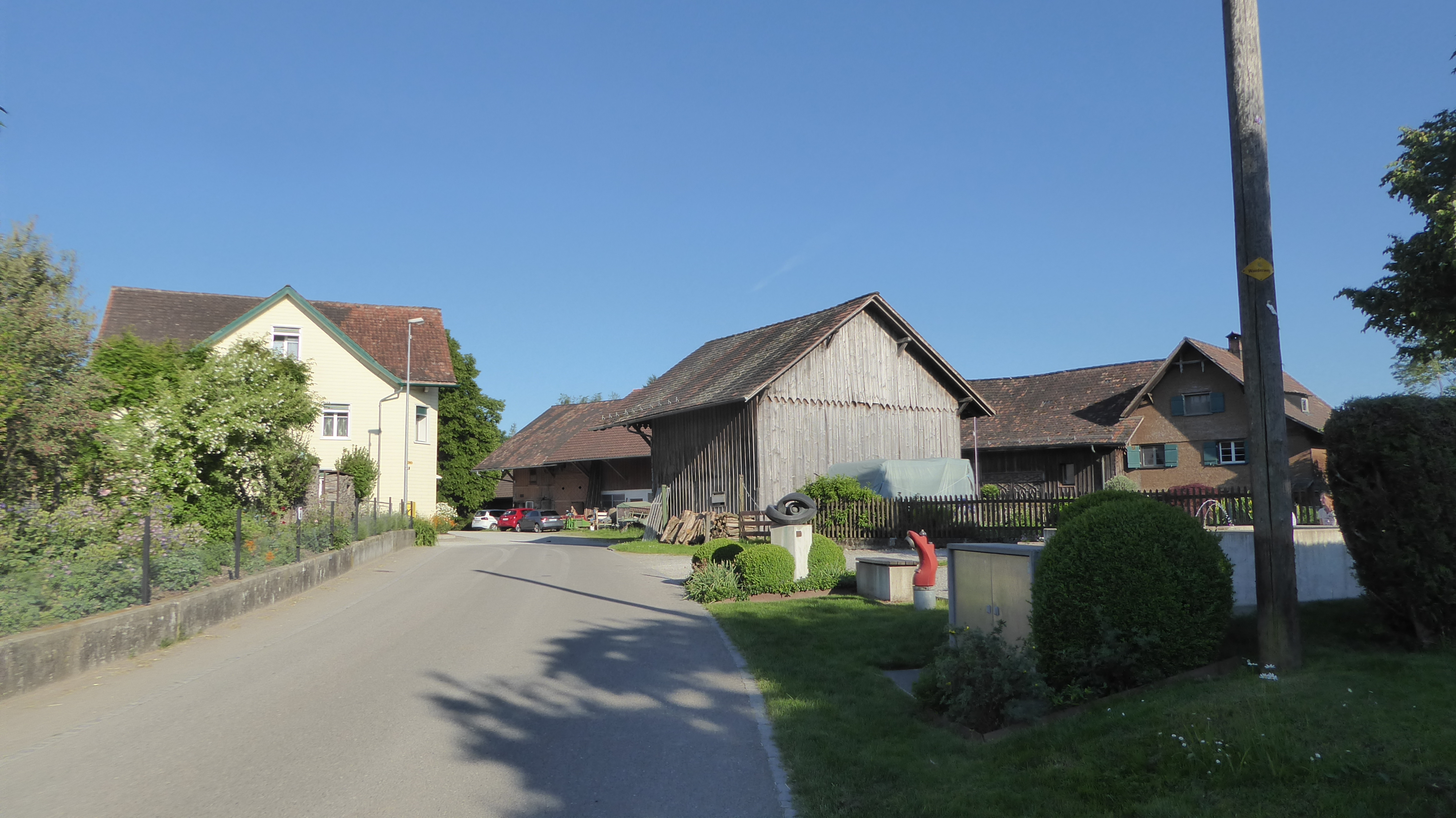
Räuchlisberg
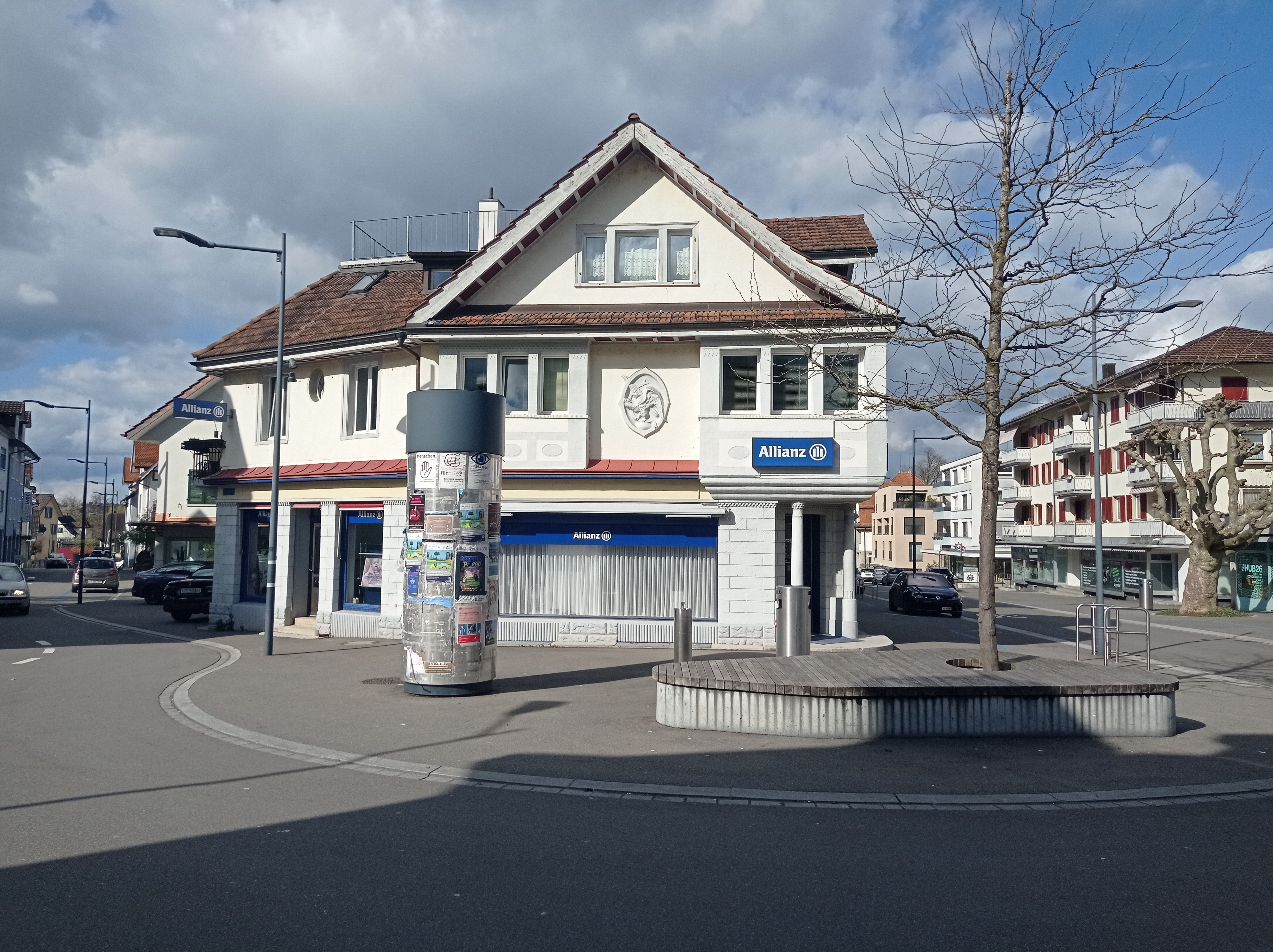
Platz an der Bahnhofstrasse
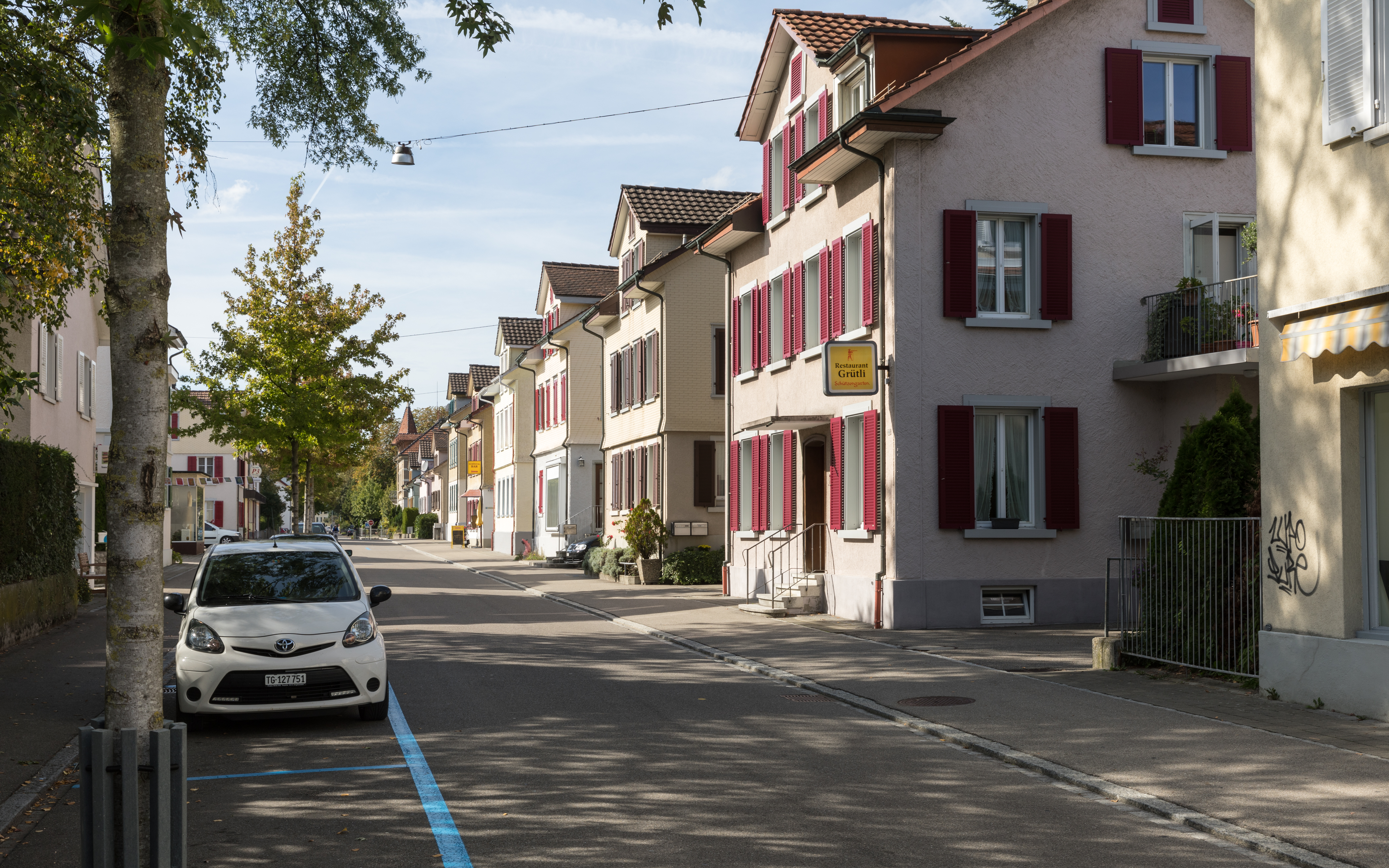
Freie Strasse in Amriswil
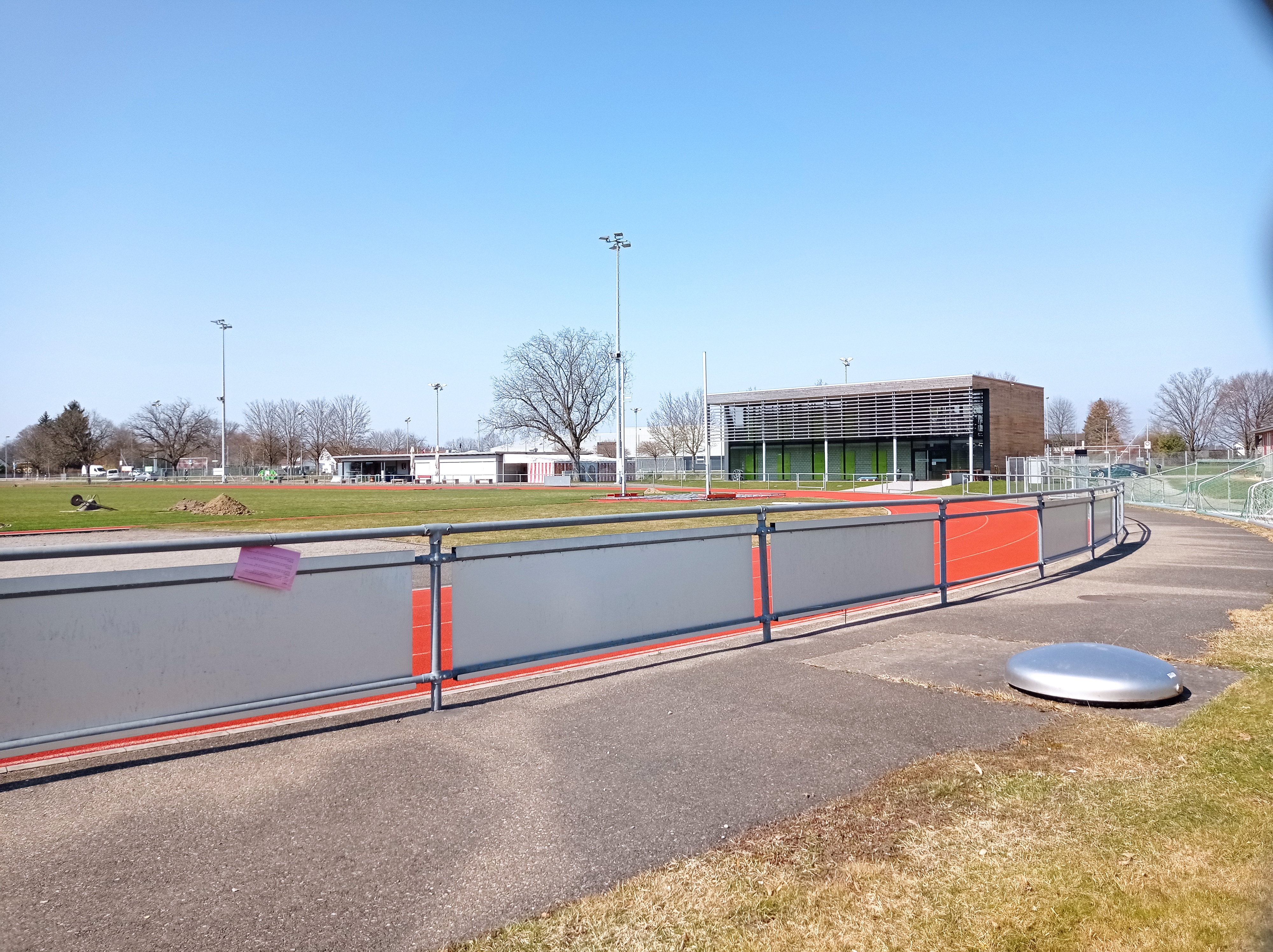
Sportanlage Tellenfeld
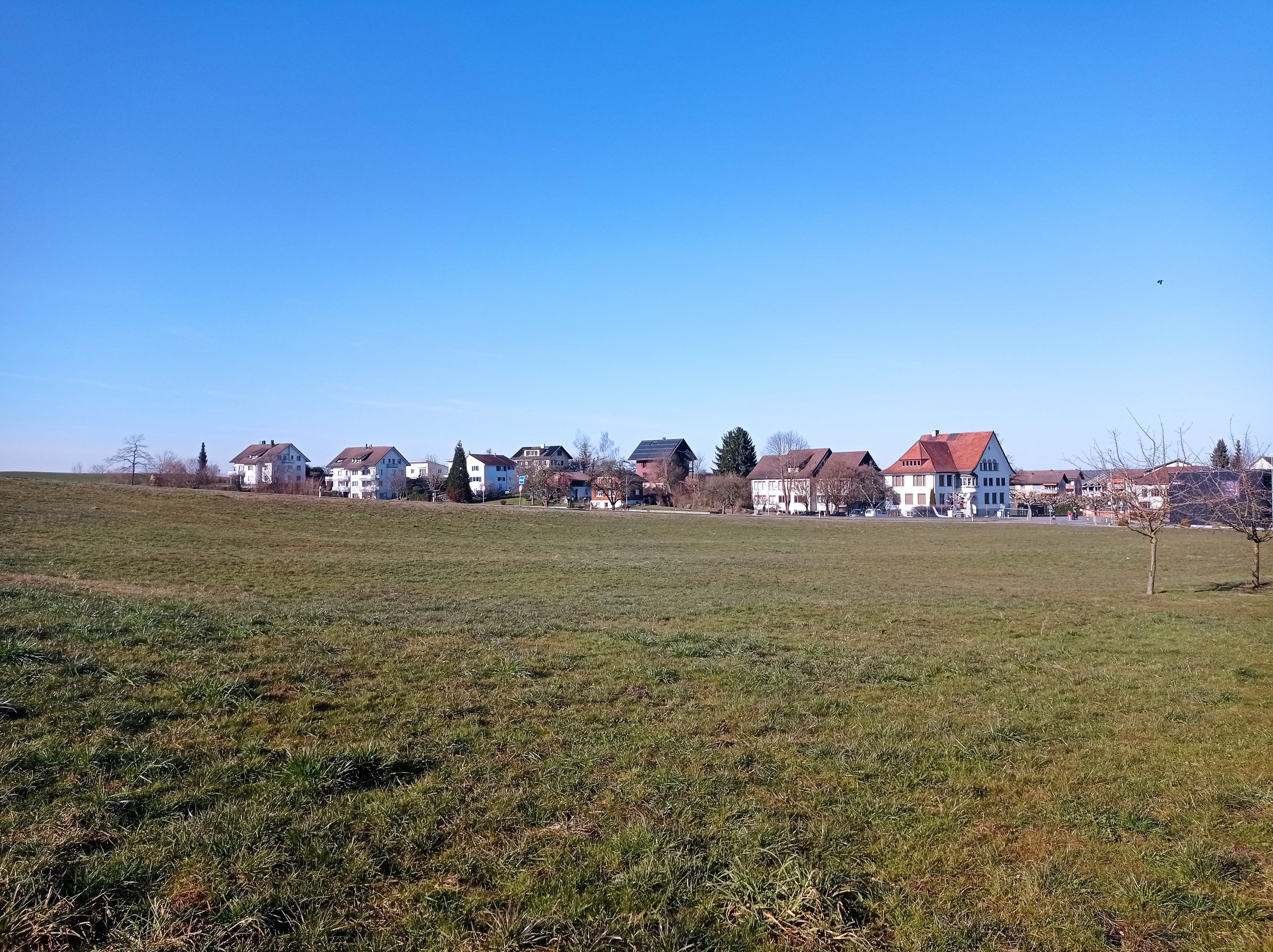
Ortsteil Mühlebach